# Deposição de Cristo (Fra Angelico)
Deposição de Cristo ou Deposição da Cruz (em italiano: Deposizione dalla Croce) é uma obra do mestre pintor renascentista Fra Angelico, executada por volta de 1432-1434, que ilustra a Deposição da Cruz. Integra a coleção do Museu Nacional de São Marcos em Florença.
Giorgio Vasari descreveu esta obra como sendo «pintada por um santo ou por um anjo».
Fra Angelico interveio para completar este retábulo quando já tinha sido iniciado por Lorenzo Monaco para a sacristia Strozzi na igreja florentina de Santa Trinità. Representa a Deposição da Cruz, com Cristo a ser levado por várias pessoas, recordando nesta representação a obra A Deposição da Cruz de Roger van der Weyden, o que demonstra os contactos entre a pintura florentina e a flamenga naquela época. Maria Madalena sustém os pés de Cristo, como símbolo do arrependimento humano. Uma figura à direita, com um chapéu vermelho, mostra os três cravos da cruz e a coroa de espinhos, símbolos da paixão e do sacrifício. Sobre a sua cabeça há um halo dourado.
A Virgem Maria, que tem um vestido escuro, encontra-se no gesto tradicional de manter as mãos unidas. O nome da Virgem aparece inserido no halo.
Em primeiro plano está representado com realismo um prado com flores, o que recorda os quadros flamengos da época. Ao fundo vê-se Jerusalém representada de forma geométrica, numa paisagem de céu nublado.

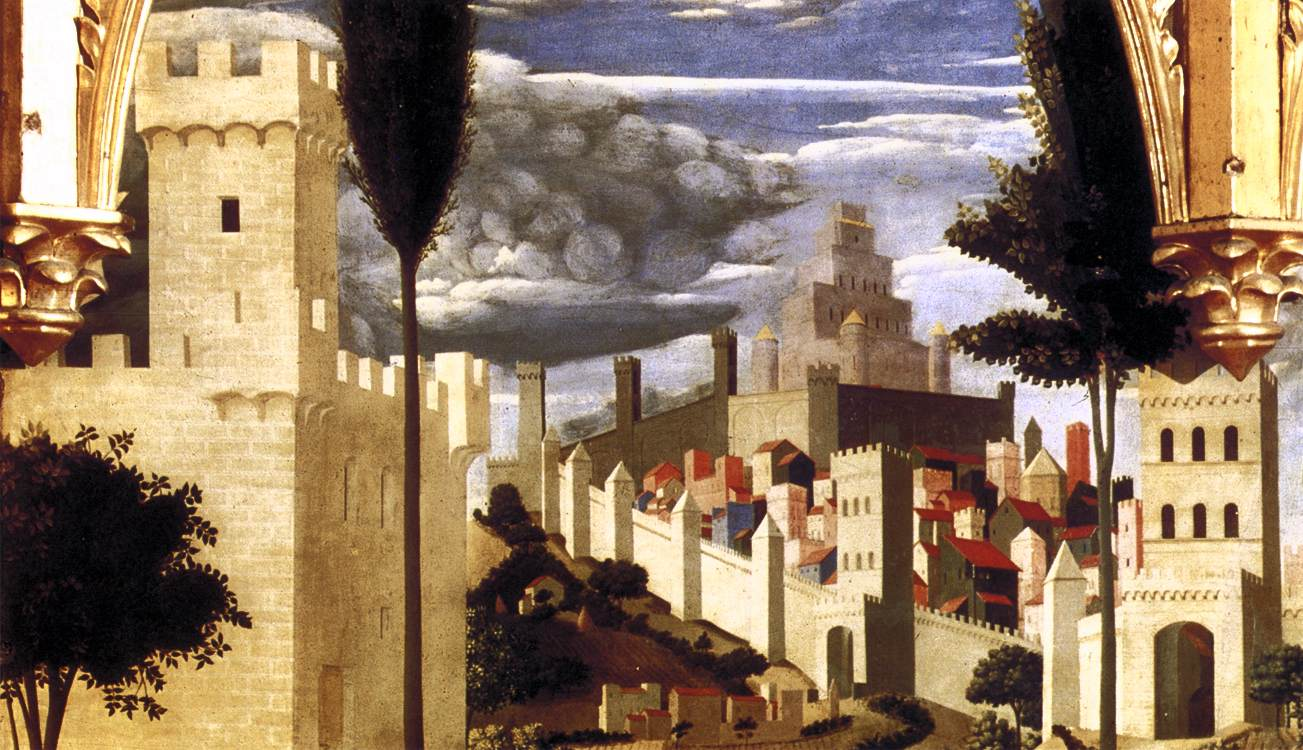
Jerusalém geométrica em fundo